# حسن الخضراوي
حسن الخضراوي (ولد في 2 آذار/مارس 1990) هو لاعب كرة يد سعودي، يلعب في نادي مضر ومثّلمنتخب السعودية لكرة اليد.
شارك في بطولة العالم لكرة اليد للرجال عام 2017.